# SN 2002go
SN 2002go – supernowa typu Ia odkryta 10 października 2002 roku w galaktyce A024543-0037. W momencie odkrycia miała maksymalną jasność 21,30m.